# 452 (tal)
452 är det naturliga talet som följer 451 och som följs av 453.

## Inom vetenskapen
- 452 Hamiltonia, en asteroid.

## Inom matematiken
- 452 är ett jämnt tal.
- 452 är ett sammansatt tal.